# 柏竹琉
柏 竹琉(かしわ たける、2001年4月10日 - )　は、日本の卓球選手。Tリーグの岡山リベッツに所属していた。

## 人物
岡山県岡山市出身。父は関西高等学校卓球部監督の柏幸浩で兄柏友貴も卓球選手（関西高校 - 中央大学）である。母は岡山商科大学教授の全円子。
5歳から卓球を始め、地元強豪チームのTCマルカワとねや卓球クラブに所属した。
2013年には東アジアホープスの日本代表に選ばれ、団体戦で優勝した。
小学校卒業後上京し、東京都北区立稲付中学校および帝京高等学校在学中にJOCエリートアカデミーに所属した。
2018年には国際卓球連盟(ITTF)ジュニアサーキットのベルギー大会でダブルスに優勝、同じくスロバキア大会でシングルス準優勝の成績を収めた。
地元岡山リベッツで2018年の初シーズンからTリーグに参戦している。2020年早稲田大学スポーツ科学部に進学。

## 戦績
2008年
- 全日本卓球選手権バンビの部第3位

2009年
- 全日本卓球選手権バンビの部第3位

2011年
- 全日本卓球選手権カブの部準優勝

2014年
- 全日本卓球選手権大会 カデットの部 13歳以下男子シングルス 準優勝

2015年
- 全日本卓球選手権大会 カデットの部 男子ダブルス優勝（宇田幸矢ペア）

2016年
- ITTFジュニアサーキット・ポルトガル大会カデット優勝

2017年
- ITTFジュニアサーキット・スロベニア大会ジュニア準優勝

2018年
- ITTFジュニアサーキット・スロバキア大会ジュニア準優勝[1]

2018年
- ITTFチャレンジ・チャレンジベルギーオープン一般ベスト16